# Dallas Open 2025
Dallas Open 2025 byl tenisový turnaj na mužském profesionálním okruhu ATP Tour, hraný na tvrdém povrchu arény Ford Center at The Star. Čtvrtý ročník Dallas Open probíhal mezi 3. a 9. únorem 2025 poprvé v texaském Friscu, součásti konurbace Dallasu a Fort Worthu, kam se událost přestěhovala z dallaského areálu Jižanské metodistické univerzity.
Turnaj dotovaný 3 035 960 dolary patřil premiérově do kategorie ATP Tour 500, do níž byl povýšen z úrovně ATP Tour 250. S vzrostl i počet singlistů z 28 na 32. Nejvýše nasazeným singlistou se stal čtvrtý tenista světa Taylor Fritz ze Spojených států, kterého ve druhém kole vyřadil Shapovalov. Posledním přímým účastníkem dvouhry se stal – v době ukončení přihlášek – japonský 87. hráč žebříčku Taró Daniel. V důsledku invaze Ruska na Ukrajinu na konci února 2022 řídící organizace tenisu ATP, WTA a ITF s grandslamy rozhodly, že ruští a běloruští tenisté mohli dále na okruzích startovat, ale do odvolání nikoli pod vlajkami Ruska a Běloruska.
Třetí singlový titul na okruhu ATP Tour, a první v úrovni ATP 500, vybojoval Kanaďan Denis Shapovalov, jenž vyřadil tři členy světové desítky. Čtyřhru ovládli američtí kvalifikanti Christian Harrison s Evanem Kingem, kteří na túře ATP získali premiérové trofeje.

## Rozdělení bodů a finančních odměn

### Rozdělení bodů
| Soutěž  | Soutěž       | vítězové | finalisté | semifinalisté | čtvrtfinalisté | 16 v kole | 32 v kole | Q  | Q2 | Q1 |
| ------- | ------------ | -------- | --------- | ------------- | -------------- | --------- | --------- | -- | -- | -- |
| dvouhra | [ 4 ] [ 8 ]  | 500      | 330       | 200           | 100            | 50        | 0         | 25 | 13 | 0  |
| čtyřhra | [ 9 ] [ 10 ] | 500      | 300       | 180           | 90             | 0         | —         | 45 | 25 | 0  |

### Finanční odměny
| Soutěž                                | Soutěž       | vítězové  | finalisté | semifinalisté | čtvrtfinalisté | 16 v kole | 32 v kole | Q2       | Q1      |
| ------------------------------------- | ------------ | --------- | --------- | ------------- | -------------- | --------- | --------- | -------- | ------- |
| dvouhra                               | [ 4 ] [ 8 ]  | 516 165 $ | 277 715 $ | 148 005 $     | 75 615 $       | 40 365 $  | 21 525 $  | 11 030 $ | 6 090 $ |
| čtyřhra                               | [ 9 ] [ 10 ] | 169 540 $ | 90 410 $  | 45 750 $      | 22 880 $       | 11 840 $  | —         | 0 $      | 0 $     |
| částky ve čtyřhře jsou uvedeny na pár |              |           |           |               |                |           |           |          |         |

## Mužská dvouhra

### Nasazení
| Stát                          | Hráč           | ATP | Nasazení |
| ----------------------------- | -------------- | --- | -------- |
| USA                           | Taylor Fritz   | 4.  | 1.       |
| Norsko                        | Casper Ruud    | 5.  | 2.       |
| USA                           | Tommy Paul     | 9.  | 3.       |
| USA                           | Ben Shelton    | 14. | 4.       |
| USA                           | Frances Tiafoe | 18. | 5.       |
| Česko                         | Tomáš Macháč   | 25. | 6.       |
| USA                           | Alex Michelsen | 36. | 7.       |
| Itálie                        | Matteo Arnaldi | 40. | 8.       |
| Žebříček ATP k 27. lednu 2025 |                |     |          |

### Jiné formy účasti
Následující hráči obdrželi divokou kartu do hlavní soutěže:
- Jenson Brooksby
- Reilly Opelka
- Trevor Svajda

Následující hráči postoupili z kvalifikace:
- Christopher Eubanks
- Brandon Holt
- Michael Mmoh
- Ethan Quinn

Následující hráč postoupil z kvalifikace jako šťastný poražený:
- James Duckworth

### Odhlášení
před zahájením turnaj
- Marcos Giron → nahradil jej  James Duckwort
- Jenson Brooksby → nahradil jej  Kei Nišikori
- Reilly Opelka → nahradil jej  Rinky Hijikata

## Mužská čtyřhra

### Nasazení
| Stát                          | Hráč              | Stát               | Hráč            | ATP | Nasazení |
| ----------------------------- | ----------------- | ------------------ | --------------- | --- | -------- |
| USA                           | Nathaniel Lammons | USA                | Jackson Withrow | 34. | 1.       |
| Spojené království            | Joe Salisbury     | Spojené království | Neal Skupski    | 59. | 2.       |
| Spojené království            | Jamie Murray      | Austrálie          | John Peers      | 61. | 3.       |
| USA                           | Austin Krajicek   | USA                | Rajeev Ram      | 72. | 4..      |
| Žebříček ATP k 27. lednu 2025 |                   |                    |                 |     |          |

### Jiné formy účasti
Následující páry obdržely divokou kartu do hlavní soutěže:
- Robert Cash /  JJ Tracy
- Mitchell Krueger /  Ethan Quinn

Následující pár postoupil z kvalifikace:
- Christian Harrison /  Evan King

### Odhlášení
před zahájením turnaje
- Nicolás Barrientos /  Oleksandr Nedověsov → nahradili je  Nicolás Barrientos /  Rithvik Čoudary Bollipalli
- Harri Heliövaara /  Henry Patten → nahradili je   Rinky Hijikata /  Alex Michelsen

## Přehled finále

### Mužská dvouhra
- Denis Shapovalov vs.  Casper Ruud, 7–6(7–5), 6–3

### Mužská čtyřhra
- Christian Harrison /  Evan King vs.  Ariel Behar /  Robert Galloway, 7–6(7–4), 7–6(7–4)